# Gérard Lauzier
Gérard Lauzier, né le 30 novembre 1932 à Marseille et mort le 6 décembre 2008 à Paris, est un auteur français de bandes dessinées, de pièces de théâtre, ainsi qu'un réalisateur de films. Il accède à la notoriété en bandes dessinées avec sa série « Tranches de Vie » entre 1975 et 1986.

## Biographie
Après une licence de philosophie, il étudie l'architecture durant quatre années à l'École des Beaux Arts de Paris. Puis il fréquente les « Ateliers Perret et Lagneaux », où il débute dans le dessin de presse.
Parti au Brésil, initialement pour des vacances de trois mois, il y demeure de 1956 à 1964, travaillant pour le Journal de Bahia comme caricaturiste et publicitaire.
À son retour en France en 1965, il continue le dessin d'humour pour divers journaux. En 1973, il publie ses dessins dans l'album Un certain malaise. En 1974, il débute dans la bande dessinée classique en réalisant Lili Fatale publié en album chez Dargaud.
Il enchaîne, toujours en 1974, avec les Tranches de vie pour le journal Pilote et Les sextraordinaires aventures de Zizi et Peter Panpan pour le magazine Lui.
Doté d'un humour féroce et d'un regard acéré, Gérard Lauzier entreprend une peinture sociale sarcastique des années 1970, dans laquelle il raille le gauchisme post-soixante-huitard, dénonce les idées reçues et les contradictions de certains milieux. Dans ses différents albums, La Course du rat (1978), La Tête dans le sac (1980), Les Cadres (1981), Souvenirs d'un jeune homme (1983), il fait preuve d'un remarquable sens des dialogues.
Dès le début des années 1980, il commence à s'orienter vers le métier de scénariste pour le théâtre et travaille notamment, avec Jean-Claude Martin, pour qui il adapte ses Tranches de vie, Daniel Auteuil (le Garçon d'appartement), Pierre Mondy (L'Amuse-gueule).
Il travaille aussi comme scénariste pour le cinéma : Je vais craquer de François Leterrier ou Astérix et Obélix contre César de Claude Zidi. Également réalisateur, il dirige par exemple Le Plus Beau Métier du monde en 1996, avec notamment Gérard Depardieu.
En 1992, contre toute attente, il revient à la bande dessinée en produisant Portrait de l'artiste dans lequel il remet en scène Choupon, protagoniste de l'album Souvenirs d'un jeune homme. L'année suivante il reçoit le grand prix de la ville d'Angoulême lors du vingtième Festival international de la bande dessinée d'Angoulême.
Gérard Lauzier meurt d'un cancer le 6 décembre 2008 à l'âge de 76 ans à son domicile situé dans le 16e arrondissement de Paris. Il est inhumé au cimetière du Montparnasse (division 6).
En 2019, l'édition italienne des aventures de Michel Choupon (Souvenirs d'un jeune homme et Portrait de l'artiste) reçoit le prix Micheluzzi du patrimoine au festival de Naples.

## Bande dessinée

### Périodiques
- Lili Fatale, dans Pilote, 1974.
- Les Sextraordinaires Aventures de Zizi et Peter Panpan, dans Lui, 1974.
- Tranches de vie, dans Pilote, 1974-1978.
- Chroniques de l'île grande, dans Pilote, 1975-1977.
- Al Crane (scénario), avec Alexis (dessin), dans Pilote, 1976-1977.
- La Course du rat, dans Pilote, 1977-1978.
- La Pantifle, dans Pilote, 1979.
- La Tête dans le sac, dans Pilote, 1979-1980.
- Jeunes cadres et vieux tableaux, dans Pilote, 1980.
- Souvenirs d'un jeune homme médiocre, dans Pilote, 1982-1983.
- Quatre récits courts dans Pilote, 1985-1986.

### Albums
- Un certain malaise, Dargaud, 1973. Dessins humoristiques.
- Lili Fatale, Dargaud, 1974.
- Tranches de vie, 5 tomes, Dargaud, 1975-1986.
- Al Crane (scénario), avec Alexis (dessin), 2 tomes, Dargaud, 1977-1978.
- Chroniques de l'île grande, Dargaud, 1977[5].
- La Course du rat, Dargaud, 1978[6],[7].
- Les Sextraordinaires Aventures de Zizi et Peter Panpan, Glénat, 1979[8],[9].
- La Tête dans le sac, Dargaud, 1980.
- Les Sexties, Glénat, 1980.
- Les Cadres, Dargaud, 1981.
- Souvenirs d'un jeune homme, Dargaud, 1983.
- Portrait de l'artiste, Dargaud, 1992.

## Théâtre
- 1980 : Le Garçon d'appartement, mise en scène Daniel Auteuil, théâtre Marigny
- 1986 : L'Amuse-gueule, mise en scène Pierre Mondy, théâtre du Palais-Royal
- 1993 : Ne réveillez pas Cécile, elle est amoureuse, mise en scène Gérard Lauzier, Comédie-Caumartin
- 1998 : 1 table pour 6 d'Alan Ayckbourn, mise en scène Alain Sachs, théâtre du Palais-Royal

## Filmographie

### Scénariste
- 1980 : Je vais craquer (adaptation de La Course du rat)
- 1981 : Psy
- 1985 : Tranches de vie
- 1988 : À gauche en sortant de l'ascenseur (adaptation de L'Amuse-gueule)
- 1999 : Astérix et Obélix contre César (dialogues)

### Réalisateur et scénariste
- 1982 : T'empêches tout le monde de dormir (d'après sa pièce Le Garçon d'appartement)
- 1984 : P'tit Con (d'après sa bande dessinée Souvenirs d'un jeune homme)
- 1984 : La Tête dans le sac
- 1991 : Mon père, ce héros
- 1996 : Le Plus Beau Métier du monde
- 1999 : Le Fils du Français

## Prix
- 1978 : Prix du scénariste français au festival d'Angoulême[10]
- 1981 : Prix Adamson du meilleur auteur international pour l'ensemble de son œuvre
- 1993 : Grand prix de la ville d'Angoulême